# Іванківський ґебіт
Іва́нківський ґебі́т, окру́га Іва́нків (нім. Kreisgebiet Iwankow) — адміністративно-територіальна одиниця Генеральної округи Київ Райхскомісаріату Україна протягом німецької окупації Української РСР під час Німецько-радянської війни. Адміністративним центром ґебіту був Іванків.

## Історія
Ґебіт утворено 20 жовтня 1941 року на території нинішньої Київської області. Поділявся на 3 райони (нім. Rayons). Фактично існував до взяття Іванкова радянськими військами 11 листопада 1943 року, формально – до 1944 року. Охоплював територію трьох районів тодішньої Київської області: Димерського, Іванківського і Розважівського та, відповідно, поділявся на три райони: Димер (Rayon Dymer), Березань (Rayon Iwankow) і Розважів (Rayon Roswashew),  межі яких збігалися з тогочасним радянським адміністративним поділом. При цьому зберігалася структура адміністративних і господарських органів УРСР. Всі керівні посади в ґебіті обіймали німці, головним чином з числа тих, що не підлягали мобілізації до вермахту. Лише старостами районів і сіл призначалися лояльні до окупантів місцеві жителі або фольксдойчі.